# Henry Havelock

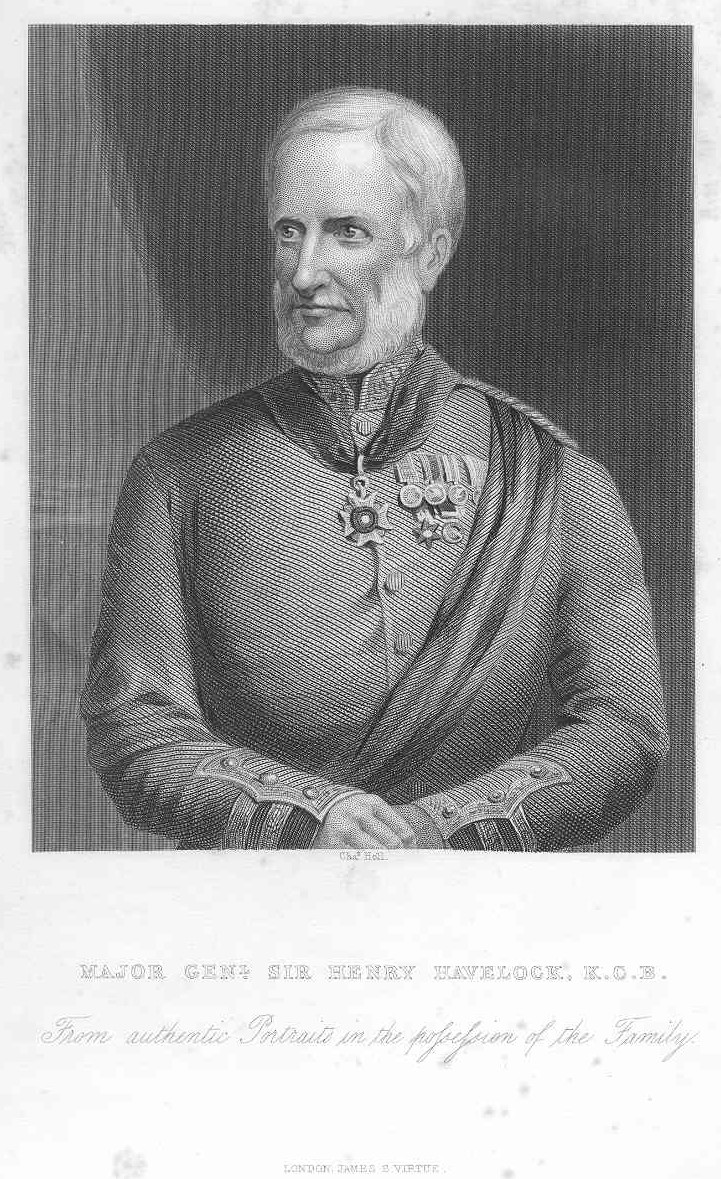
Henry Havelock.

Sir Henry Havelock, född 5 april 1795, död 24 november 1857, var en brittisk general. Två dagar efter Havelocks bortgång nåddes hans stab av meddelande från hemlandet att Havelock adlats för sina insatser under inbördesstriderna i Indien 1857. Han står staty på Trafalgar Square i London.
Havelock blev officer 1815, överste 1854 och generalmajor 1857. Han inträdde 1823 i indiska armén och deltog med utmärkelse i krigen mot Burma 1824–1826, Afghanistan 1838–1842 och mot sikherna 1843. I fälttåget mot Persien förde han 2:a fördelningen och fick vid sepoyupprorets utbrytande befälet över en armékår, som skulle undsätta Kanpur och Lucknow. Den 17 juli intog han Cawnpore och inträngde den 19 september i Lucknow, som han sedan framgångsrikt försvarade, tills staden undsattes av Colin Campbell. Havelock utgav History of the Ava campaign (1828) och Narrative of the war in Afghanistan 1838/39 (2 band, 1840).
Han har givit namn till klädesplagget havelock, ett mantelliknande solskydd.